# أكسيد النيتروز (دواء)
أكسيد النيتروز(بالإنجليزية: Nitrous oxide (medication))، يباع تحت اسم العلامة التجارية إنتونوكس وصيغته الكيميائية N2O، ولا يحتوي على أي نسبة من الأكسجين في تركيبته الكيميائية، ويتم خلطه بالأكسجين عند استخدامه لفترة أطول بنسبة 70:30 بالمائة، وهو غاز غير قابل للاشتعال، وليس له لون وله رائحة خفيفة تسبب الانتعاش ويستخدم في التخدير والعمليات الجراحية وأيضًا يستعمل لدى المرضى الذين في مرحلة الإحتضار . يبدأ مفعوله خلال نصف دقيقة ويستمر لمدة دقيقة تقريبًا.

## التركيبة
صيغته الكيميائية N2O، والغاز هو مزيج مختلط من نصف أكسيد النيتروز (N2O) ونصف الأكسجين (O2). وتركيبته لديها القدرة على الجمع بين N2O (أكسيد النيتروز هو الاسم الشائع، وأول أكسيد ثنائي النتروجين، هو اسم منهجي) والأكسجين عند الضغط العالي. يجب أن يُعطى دائمًا بنسبة 21٪ على الأقل. العلاج بالأكسجين لا ينصح به للذين لديهم انسداد معوي أو استرواح الصدر. استخدامه في بداية الحمل غير مستحسن. وعند الرضاعة قد يسبب الإدمان  تأثير بوينتينغ ينطوي على حل O2 الغازية عند فقاعة من خلال السائل N2O، مع تبخير السائل لتشكيل غازي O2 / N2O.

## الآثار الجانبية
الشعور بالاسترخاء والتنميل في الذراعين والساقين. الشعور بالرغبة في النوم، والنعاس. شعور ممزوج بالدفء والحركة اللاإرادية للجسم. صداع خفيف. في بعض الحالات يفقد الشخص القدرة على السمع والتحدث والنطق. في حالة استنشاق جرعة عالية يرغب الشخص في التقيؤ والشعور بالغثيان.

## وصلات إضافية
- BabyCentre entry on Entonox
- تحليل طبي مفصل للدواء